# Национальный язык
Национа́льный язы́к — форма существования языка в эпоху существования нации, сложное системное единство, включающее в себя литературный язык, диалекты, жаргоны, просторечие и арго.
Понятие национального языка не является общепринятым: так, С. Б. Бернштейн отрицал за этим понятием какое бы то ни было лингвистическое содержание, понимая его как чисто идеологический конструкт. Напротив, В. В. Виноградов отстаивал лингвистическую реальность национального языка как иерархической целостности, внутри которой происходит перегруппировка языковых явлений — в частности, оттеснение диалектов всё дальше на периферию:

Только в эпоху существования развитых национальных языков, особенно в социалистическом обществе, литературный язык как высший нормированный тип общенародного языка постепенно вытесняет диалекты и интердиалекты и становится как в устном, так и в письменном общении выразителем подлинной общенациональной нормы.

Формирование национального языка идёт в направлении становления и укрепления языковой нормы, приобретения литературным языком (за счёт его позиций в управляющих, образовательных и культурных институциях, начиная с определённого периода связанных с идеей нации) приоритетного положения по отношению к региональным диалектам, а также, в ряде случаев, в борьбе за вытеснение главенствующего в культуре и/или политике инонационального языка (латыни, церковнославянского, языков стран-метрополий в бывших колониях). Разговорная форма национального языка, в основу которой кладётся один или несколько диалектов, по мнению некоторых специалистов, формируется уже под влиянием литературного языка.